# Революційна українська партія
Революці́йна украї́нська па́ртія (РУП) — перша активна політична партія в центрально-східній Україні, заснована 11 лютого 1900 в Харкові діячами студентських громад: Д. Антоновичем, М. Русовим, Л. Мацієвичем, Б. Камінським, П. Андрієвським, Ю. Коллардом, О. Коваленком, Д. Познанським й ін. як підпільна революційна партія. Постання РУП було завершенням попередніх спроб створення політичних організацій таких, як Братство тарасівців, соціал-демократичний гурток Івана Стешенка й Лесі Українки, Українська Національна Партія, які поривали з тогочасним українським аполітичним культурництвом й українофільством та започатковували політичну діяльність.

## Програмні положення щодо забезпечення державноств України